# Coppa Collecchio
La Coppa Collecchio è una corsa in linea maschile di ciclismo su strada, riservata alla categoria dilettanti Elite/Under-23. Corsa per la prima volta nel 1929, si disputa nei dintorni di Collecchio, in provincia di Parma, con cadenza annuale, normalmente nel mese di settembre. Organizzata dal G.S. Virtus Collecchio, è inclusa nel calendario nazionale FCI come prova di classe 1.12.

## Albo d'oro
Aggiornato all'edizione 2022.

## Statistiche

### Vittorie per nazione
| Pos. | Nazione                     | Vittorie |
| ---- | --------------------------- | -------- |
| 1    | Italia                      | 81       |
| 2    | Ucraina                     | 2        |
| 3    | Bielorussia Moldavia Russia | 1        |